# Filmes de 1945 da RKO Pictures

## A RKO em 1945

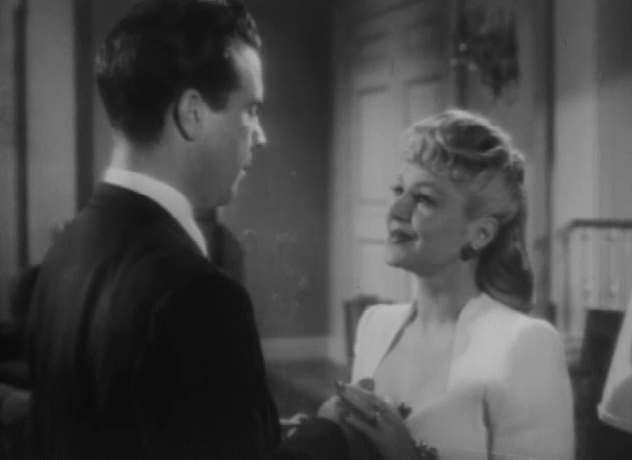
Dick Powell e Claire Trevor no trailer de Murder, My Sweet. Raymond Chandler considerava Powell o ator que mais se aproximava de sua própria concepção do detetive Philip Marlowe. Chandler também achava que esta era a melhor adaptação de quaisquer de suas obras.

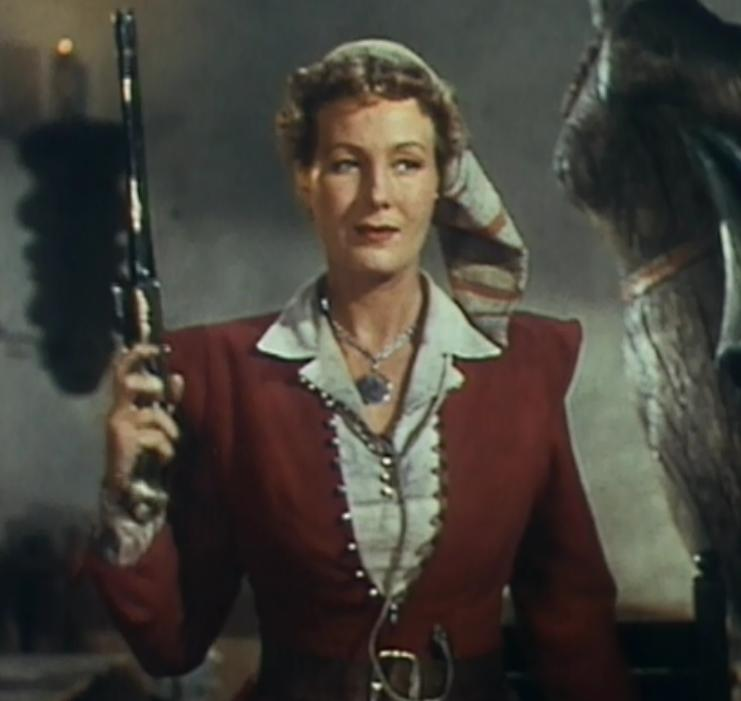
Binnie Barnes no trailer de The Spanish Main. Segundo filme da RKO em Technicolor, esta aventura com piratas, indicada ao Oscar de Melhor Fotografia, foi um enorme sucesso junto ao público.

Com o fim da Segunda Guerra Mundial em agosto e a consequente reabertura dos mercados internacionais, a RKO rapidamente organizou uma agência para cuidar da venda de seus produtos para a Europa. O próprio chefe de produção, Charles Koerner, atravessou o Atlântico para se inteirar das possibilidades da empresa e, em solo inglês, discutiu uma associação com a Rank Organisation para a produção de filmes.
Koerner continuou com a política de fazer acordos com companhias independentes. O contrato com a Rainbow Productions, do diretor Leo McCarey, resultou na distribuição de The Bells of St. Mary's, o maior sucesso financeiro da RKO em todos os tempos. Outra empresa que assinou acordo de distribuição com o estúdio foi a Liberty Productions, de Frank Capra, William Wyler, George Stevens e Sam Briskin. Bing Crosby, Ingrid Bergman, Joan Fontaine, Claudette Colbert, Rosalind Russell, John Wayne e vários outros grandes astros também foram contratados para aparecerem em futuros lançamentos.
A RKO lançou 32 filmes em 1945, apesar de uma greve de oito meses dos funcionários técnicos e administrativos ter diminuído o ritmo de toda a indústria. Além de The Bells of St. Mary's, os campeões de bilheteria foram The Spanish Main, Johnny Angel, The Enchanted Cottage, Those Endearing Young Charms e Murder, My Sweet. The Bells of St. Mary's encabeçou a lista dos distinguidos pela Academia, com oito indicações ao Oscar, mas ganhou somente na categoria de Melhor Mixagem de Som. Wonder Man, uma produção de Samuel Goldwyn, ficou com a estatueta de Melhores Efeitos Especiais.
Em mais um ano bastante positivo, os lucros da corporação totalizaram $6.031.085.

## Prêmios Oscar
Décima-oitava cerimônia, com os filmes exibidos em Los Angeles no ano de 1945.
| Filme                   | Indicações | Premiações                 |
| ----------------------- | --- | -------------------------- |
| The Bells of St. Mary's | Melhor Filme Melhor Diretor Melhor Ator (Bing Crosby) Melhor Atriz (Ingrid Bergman) Melhor Edição Melhor Trilha Sonora Melhor Canção Original Melhor Mixagem de Som | Melhor Mixagem de Som      |
| The Enchanted Cottage   | Melhor Trilha Sonora | ---                        |
| Sing Your Way Home      | Melhor Canção Original | ---                        |
| The Spanish Main        | Melhor Fotografia | ---                        |
| The Three Caballeros    | Melhor Trilha Sonora Melhor Mixagem de Som | ---                        |
| Wonder Man              | Melhores Efeitos Especiais Melhor Trilha Sonora Melhor Canção Original Melhor Mixagem de Som                                                                        | Melhores Efeitos Especiais |

## Os filmes do ano
| Título original              | Título PT/BR              | Título PT/PT                | Astros                           | Diretor                        |
| ---------------------------- | ------------------------- | --------------------------- | -------------------------------- | ------------------------------ |
| Along Came Jones             | Tudo por Uma Mulher       | Aí Vem Ele                  | Gary Cooper, Loretta Young       | Stuart Heisler                 |
| Back to Bataan               | Espírito Indomável        | Voltemos à Carga            | John Wayne, Anthony Quinn        | Edward Dmytryk                 |
| The Bells of St. Mary's      | Os Sinos de Santa Maria   | Os Sinos de Santa Maria     | Bing Crosby, Ingrid Bergman      | Leo McCarey                    |
| Betrayal from the East       |                           | Traição                     | Lee Tracy, Nancy Kelly           | William Berke                  |
| The Body Snatcher            | O Túmulo Vazio            | O Túmulo Vazio              | Boris Karloff, Bela Lugosi       | Robert Wise                    |
| The Brighton Strangler       |                           | O Estrangulador             | John Loder, June Duprez          | Max Nosseck                    |
| China Sky                    | Sob o Céu da China        | Sob o Celeste Império       | Randolph Scott, Ruth Warrick     | Ray Enright                    |
| The Enchanted Cottage        | Seu Milagre de Amor       | Milagre de Amor             | Dorothy McGuire, Robert Young    | John Cromwell                  |
| The Falcon in San Francisco  | O Falcão em San Francisco | Contrabando                 | Tom Conway, Rita Corday          | Joseph H. Lewis                |
| First Yank into Tokyo        | Invasão Atômica           | O Primeiro Ianque em Tóquio | Tom Neal, Barbara Hale           | Gordon Douglas                 |
| A Game of Death              | A Fera Humana             |                             | John Loder, Audrey Long          | Robert Wise                    |
| George White's Scandals      | E o Espetáculo Continua   | Parada de Escândalos        | Joan Davis, Jack Haley           | Felix E. Feist                 |
| Having Wonderful Crime       |                           |                             | Pat O'Brien, George Murphy       | A. Edward Sutherland           |
| Isle of the Dead             | A Ilha dos Mortos         | A Ilha dos Mortos           | Boris Karloff, Ellen Drew        | Mark Robson                    |
| It's a Pleasure              | É Um Prazer               | Prazer!                     | Sonja Henie, Michael O'Shea      | William A. Seiter              |
| Johnny Angel                 | Johnny Angel              | Viagem Perigosa             | George Raft, Claire Trevor       | Edwin L. Marin                 |
| Mama Loves Papa              |                           |                             | Leon Errol, Elisabeth Risdon     | Frank R. Strayer               |
| Man Alive                    | O Fantasma Amoroso        |                             | Pat O'Brien, Adolphe Menjou      | Ray Enright                    |
| Murder, My Sweet             | Até à Vista, Querida      | Enigma                      | Dick Powell, Claire Trevor       | Edward Dmytryk                 |
| Pan-Americana                |                           | Pan-Americana               | Philip Terry, Audrey Long        | John H. Auer                   |
| Radio Stars on Parade        |                           | Estrelas do Éter            | Wally Brown, Alan Carney         | Leslie Goodwins                |
| Sing Your Way Home           | Canta-Me Teus Amores      |                             | Jack Haley, Marcy McGuire        | Anthony Mann                   |
| The Spanish Main             | Pirata dos Sete Mares     | O Terror dos Sete Mares     | Paul Henreid, Maureen O'Hara     | Frank Borzage                  |
| Tarzan and the Amazons       | Tarzan e as Amazonas      | Tarzan e as Amazonas        | Johnny Weissmuller, Brenda Joyce | Kurt Neumann                   |
| Those Endearing Young Charms | Deliciosamente Tua        | O Divino Tesouro            | Robert Young, Laraine Day        | Lewis Allen                    |
| The Three Caballeros         | Você Já Foi à Bahia?      | Caixinha de Surpresas       | Animação                         | Norman Ferguson et alli        |
| Two O'Clock Courage          |                           |                             | Tom Conway, Ann Rutherford       | Anthony Mann                   |
| Wanderer of the Wasteland    |                           |                             | James Warren, Richard Martin     | Wallace Grissell, Edward Killy |
| West of the Pecos            | A Oeste de Pecos          |                             | Robert Mitchum, Barbara Hale     | Edward Killy                   |
| What a Blonde                |                           |                             | Leon Errol, Richard Lane         | Leslie Goodwins                |
| Wonder Man                   | Um Rapaz do Outro Mundo   | O Super-Homem               | Danny Kaye, Virginia Mayo        | H. Bruce Humberstone           |
| Zombies on Broadway          | Zombies na Broadway       |                             | Wally Brown, Alan Carney         | Gordon Douglas                 |